# Сражение за остров Провиденсия
Сражение за остров Провиденсия (19 — 25 мая 1641 года) — эпизод Тридцатилетней и Восьмидесятилетней войн.

## Предыстория
С 1630 года английские колонисты стали заселять остров Провиденсия, лежащий в юго-западной части Карибского моря, который в результате стал базой для английских приватиров. В 1635 году испанцы от пленных узнали об этой колонии и стали предпринимать меры по ликвидации такого опорного пункта врага в такой близости от Испанского Мэйна. Юридически Англия и Испания не находились в состоянии войны, однако ситуация была весьма запутанной (Нидерланды вели борьбу за независимость и воевали с португальцами, которые в это время находились в династической унии с испанцами, при этом англичане как могли помогали голландцам).
В 1640 году губернатор и генерал-капитан Картахены Мелькор де Агилера решил покончить с пиратским гнездом. Воспользовавшись тем, что в порту Картахены зимовали пехотные части из Кастилии и Португалии, он отправил на остров экспедицию, но нападение было отбито.

## Боевые действия
Испанский король Филипп IV направил в Картахену крупные силы под командованием Франсиско Диаса Пименты: 7 больших кораблей, 4 пинакки, 1400 солдат и 600 моряков. В мае 1641 года эскадра прибыла в Картахену, где получила известия о том, что Португалия провозгласила независимость от Испании. Присутствовавшие в экспедиции многочисленные португальцы решили восстать и вернуться на родину, но Диас железной рукой пресёк бунтарские настроения и отправил эскадру на завоевание острова Провиденсия.
Сначала испанцы хотели атаковать с плохо защищённой восточной стороны, но не могли найти проход в рифах для безопасной высадки. 19 мая «Сан Маркос» задел за дно и был вынужден вернуться в Картахену, увезя с собой 270 солдат и треть осадного парка. Тогда испанский адмирал решил рискнуть и прорваться прямо в английскую гавань, рассчитывая на то, что занятые на срочном возведении укреплений восточной стороны англичане будут захвачены врасплох.
Риск оправдался. 24 мая испанцы высадились в гавани и начали рукопашную схватку за английские укрепления. Защитники отступили в форт, а испанцы стали использовать захваченную английскую артиллерию для его бомбардировки. Тогда жители Провиденсии выкинули два белых флага и запросили условия капитуляции. На следующий день остров сдался.
Португальский корабль «Ахуда» попытался сбежать, но налетел на окружающие остров рифы. Испанский адмирал приказал расстрелять двух его офицеров и повесить их тела в назидание прочим дезертирам.

## Итоги и последствия
Пленённые англичане были отправлены на расчистку русла реки Магдалена, женщин и детей отправили в Англию. На острове испанцами было обнаружено полмиллиона дукатов золотом, награбленные англичанами в результате пиратства. Франсиско Диас Пимента решил не разрушать укрепления, а оккупировать остров и оставил там гарнизон в 150 человек, чтобы предотвратить захват острова голландцами. Впоследствии его решение было одобрено властями, а в 1643 году за свои действия он был произведён в рыцари Ордена Сантьяго.